# Milizac
Milizac foi uma antiga comuna francesa na região administrativa da Bretanha, no departamento de Finistère. Estendia-se por uma área de 33,24 km². Em 2010 a comuna tinha 3 009 habitantes (densidade: 90,5 hab./km²).
Em 1 de janeiro de 2017, passou a formar parte da nova comuna de Milizac-Guipronvel.